# Hòa ước Tôn giáo Augsburg
Hòa ước Tôn giáo Augsburg hay Hòa bình của Augsburg là một hiệp ước giữa Karl V, Hoàng đế La Mã Thần thánh và Liên đoàn Schmalkalden, được ký kết vào tháng 9 năm 1555 tại Thành phố đế quốc tự do Augsburg. Nó chính thức chấm dứt cuộc đấu tranh tôn giáo giữa hai nhóm và cho phép chính thức sự phân chia Kitô giáo vĩnh viễn trong Đế chế La Mã thần thánh, cho phép các nhà cai trị chọn hoặc Lutheran hoặc Công giáo La Mã làm đạo giáo chính thức của công quốc mình. Tuy nhiên, hòa ước Tôn giáo Augsburg được cho là đánh dấu sự chấm dứt sự thống nhất Kitô giáo trên khắp châu Âu. Calvinism không được cho phép cho đến Hòa ước Westfalen.
Hòa bình của Augsburg đã được mô tả là "bước đầu tiên trên con đường hướng tới một hệ thống các Quốc gia có chủ quyền của châu Âu."  Hệ thống này, được tạo ra trên căn bản của hòa bình của Augsburg, đã sụp đổ khi bắt đầu thế kỷ 17, đó là một trong những lý do đưa đến Chiến tranh ba mươi năm.

## Tổng quan
Hòa ước quy định theo nguyên tắc "Cuius Regio, Eius Religio" ("vương quốc của ai, tôn giáo của người đó"), cho phép các công tước, vua của các quốc gia thuộc Đế chế La Mã Thần thánh có quyền lựa chọn giữa Lutheran hoặc Công giáo trong các địa phận mà họ kiểm soát, như vậy khẳng định chủ quyền các khu vực đó. Những người dân, công dân hoặc cư dân, những người không muốn tuân thủ sự lựa chọn của người cai trị được cho một thời gian để họ được tự do di cư đến khu vực khác, nơi tôn giáo họ mong muốn được chấp nhận.
Điều 24 đã nêu: "Trong trường hợp các đối tượng của chúng ta, cho dù thuộc về tôn giáo cũ hay đạo ở Augsburg, nếu có ý định rời khỏi nhà với vợ con của họ để định cư ở một nơi khác, sẽ không bị cản trở trong việc bán tài sản của họ sau khi trả thuế địa phương cũng như không bị làm tổn thương danh dự của họ. "
Karl V đã đưa ra một phán quyết tạm thời, sắc lệnh tạm thời của Augsburg năm 1548, về tính hợp pháp của hai tín ngưỡng tôn giáo trong Đế chế, và điều này đã được soạn thành luật vào ngày 30 tháng 6 năm 1548, do sự nhất quyết Karl V muốn giải quyết sự khác biệt về tôn giáo, dưới sự bảo trợ của một hội đồng của Giáo hội Công giáo. Luật tạm thời chủ yếu phản ánh các nguyên tắc của hành vi tôn giáo trong 26 điều luật của nó, mặc dù nó cho phép các giáo sĩ kết hôn, và việc đưa cả bánh mì và rượu vang cho giáo dân. Điều này dẫn đến sự kháng cự của các lãnh thổ theo đạo Tin lành, tuyên bố điều luật tạm thời của riêng họ tại Leipzig vào năm sau. 
Luật lệ tạm thời đã bị xóa bỏ vào năm 1552 bởi cuộc nổi dậy của tuyển hầu tước Tin lành Moritz của Sachsen và các đồng minh của ông. Trong các cuộc đàm phán tại Passau vào mùa hè năm 1552, ngay cả các công tước Công giáo cũng đã kêu gọi một nền hòa bình lâu dài, vì sợ tranh cãi tôn giáo sẽ không bao giờ được giải quyết. Hoàng đế, tuy nhiên, không sẵn lòng công nhận sự phân chia tôn giáo của Ki Tô giáo ở phương Tây là vĩnh viễn. Văn kiện này được báo trước bởi Hòa bình Passau, vào năm 1552 đã cho tự do tôn giáo Lutheran sau chiến thắng của quân đội Tin lành. Theo văn kiện của Passau, Karl V chỉ chấp nhận hòa bình cho đến cuộc họp quốc hội đế chế tới, được tổ chức vào đầu năm 1555.
Hiệp ước, được đàm phán thay mặt Karl V bởi em trai của ông, Ferdinand I của Đế quốc La Mã Thần thánh, đã thực sự cho phe Lutheran một địa vị chính thức trong các lĩnh thổ của Đế quốc La Mã Thần thánh, theo chính sách của Cuius Regio, Eius Religio. Các hiệp sĩ và thị trấn đã thực hành tôn giáo Lutheran trong một thời gian đã được miễn trừ theo Declaratio Ferdinandei, nhưng điều khoản bảo tồn giáo hội (Reservatum ecclesiasticum) được cho là ngăn chặn nguyên tắc của Cuius Regio, Eius Religio, được áp dụng nếu một thân vương giám mục chuyển đổi sang đạo Lutheran.

## Các nguyên tắc chính
Hòa ước Tôn giáo Augsburg bao gồm ba nguyên tắc chính: 
1. Nguyên tắc Cuius Regio, Eius Religio tạo sự thống nhất tôn giáo trong nội bộ một quốc gia: tôn giáo của công tước trở thành tôn giáo của nhà nước và tất cả cư dân của nó. Những cư dân không thể tuân thủ tôn giáo của công tước được phép chuyển đi nơi khác: một ý tưởng sáng tạo trong thế kỷ 16. Nguyên tắc này đã được thảo luận rất nhiều bởi các đại biểu khác nhau, cuối cùng đã đạt được thỏa thuận về các chi tiết cụ thể về từ ngữ được dùng sau khi kiểm tra vấn đề và giải pháp được đề xuất từ mọi góc độ có thể. [4]
2. Nguyên tắc thứ hai, được gọi là reservatum ecclesiasticum, bao gồm tình trạng đặc biệt của giáo hội một nước. Nếu vị giám mục của một giáo hội nhà nước  thay đổi tôn giáo của mình, thì cư dân của nhà nước đó không phải làm như vậy. Thay vào đó, vị giám mục dự kiến sẽ từ chức khỏi vị trí của mình, mặc dù điều này không được viết ra trong thỏa thuận. [5]
3. Nguyên tắc thứ ba, được gọi là Declaratio Ferdinandei (Tuyên bố của Ferdinand), miễn trừ các hiệp sĩ và một số thành phố khỏi yêu cầu đồng nhất tôn giáo, nếu tôn giáo cải cách đã được thực hành ở đó từ giữa những năm 1520. Điều này cho phép một vài thành phố và thị trấn hỗn hợp nơi người Công giáo và Luther đã sống cùng nhau. Nó cũng bảo vệ thẩm quyền của các gia đình hoàng tử, các hiệp sĩ và một số thành phố để xác định sự đồng nhất tôn giáo có nghĩa là gì trong lãnh thổ của họ. Ferdinand đã chèn điều này vào phút cuối, dựa vào quyền của riêng mình. [6]

Nguyên tắc thứ ba đã miễn cho các hiệp sĩ và một số thành phố thuộc thẩm quyền của một công tước giáo phận nếu họ đã thực hành đạo Lutheran trong một thời gian (Lutheranism là nhánh duy nhất của đạo Tin lành được công nhận trong hòa ước). Điều khoản này không được công khai như một phần của hiệp ước, và được giữ bí mật trong gần hai thập kỷ. 

## Các vấn đề
Bản thân văn bản có vấn đề quan trọng. Mặc dù nó đã tạo cơ sở pháp lý cho việc thực hành đạo Lutheran, nhưng nó không chấp nhận bất kỳ truyền thống cải cách nào khác, như Calvinism, cũng không công nhận ra anabaptism. Mặc dù Hòa ước Tôn giáo Augsburg đã thành công vừa phải trong việc giảm căng thẳng trong đế chế và tăng sự khoan dung, nhưng nó đã để lại những điều quan trọng chưa làm được. Cả Anabaptists và người theo Calvin đều không được bảo vệ dưới hòa ước, rất nhiều nhóm Tin lành sống dưới sự cai trị của một công tước Lutheran vẫn thấy mình có nguy cơ bị kết tội dị giáo.  (Điều 17: "Tuy nhiên, tất cả những người không thuộc về hai tôn giáo được nêu tên ở trên sẽ không thuộc vào hòa ước hiện tại mà hoàn toàn bị loại trừ khỏi nó.") Những người thiểu số này đã không đạt được bất kỳ sự công nhận hợp pháp nào cho đến Hòa ước Westphalia vào năm 1648.
Sự không khoan dung đối với người Calvin khiến họ phải thực hiện các biện pháp tuyệt vọng dẫn đến cuộc chiến tranh ba mươi năm. Một trong những biện pháp đáng chú ý hơn là sự phản kháng thứ ba của Prague (1618), trong đó hai đại diện của Vua Công giáo của Bohemia đại công tước Ferdinand (Matthias là hoàng đế cho đến ngày 20 tháng 3 năm 1619) đã bị ném ra khỏi cửa sổ một lâu đài ở Praha.

## Hậu quả
Nguyên tắc bảo lưu giáo hội (Reservatum ecclesiasticum) đã được thử nghiệm trong Chiến tranh Köln (1583-1588), phát triển ngoài kịch bản được Ferdinand hình dung khi ông viết điều luật tạm thời: Tuyển hầu tước giáo phận trị vì, Hermann của Wied, chuyển đổi sang Tin lành; Mặc dù ông không đòi hỏi dân chúng phải đổi đạo, ông đã đặt Calvinism tương đương với Công giáo tại khắp lãnh thổ Köln. Điều này tự nó xuất hiện như một vấn đề pháp lý hai mặt: đầu tiên, Calvinism được coi là một dị giáo; Thứ hai, tuyển hầu tước đã không từ chức, điều này khiến ông đủ điều kiện, ít nhất là về mặt lý thuyết, để bỏ phiếu bầu Hoàng đế. Cuối cùng, cuộc hôn nhân của ông đã tạo ra một tiềm năng rất thực tế để chuyển đổi lãnh thổ của một thân vương giám mục thành một công quốc triều đại, thay đổi sự cân bằng của quyền lực tôn giáo trong Đế chế.
Một tác dụng phụ của sự biến loạn tôn giáo là quyết định của Karl V về việc thoái ngôi và chia lãnh thổ Habsburg thành hai phần. Anh trai của ông, Ferdinand cai trị vùng đất Áo, và con trai Công giáo nhiệt thành của Karl V, Philip II, trở thành người cai trị Tây Ban Nha, Hà Lan thuộc Tây Ban Nha, một phần của Ý và các tổ chức ở nước ngoài khác.